# Ion Luca Caragiale

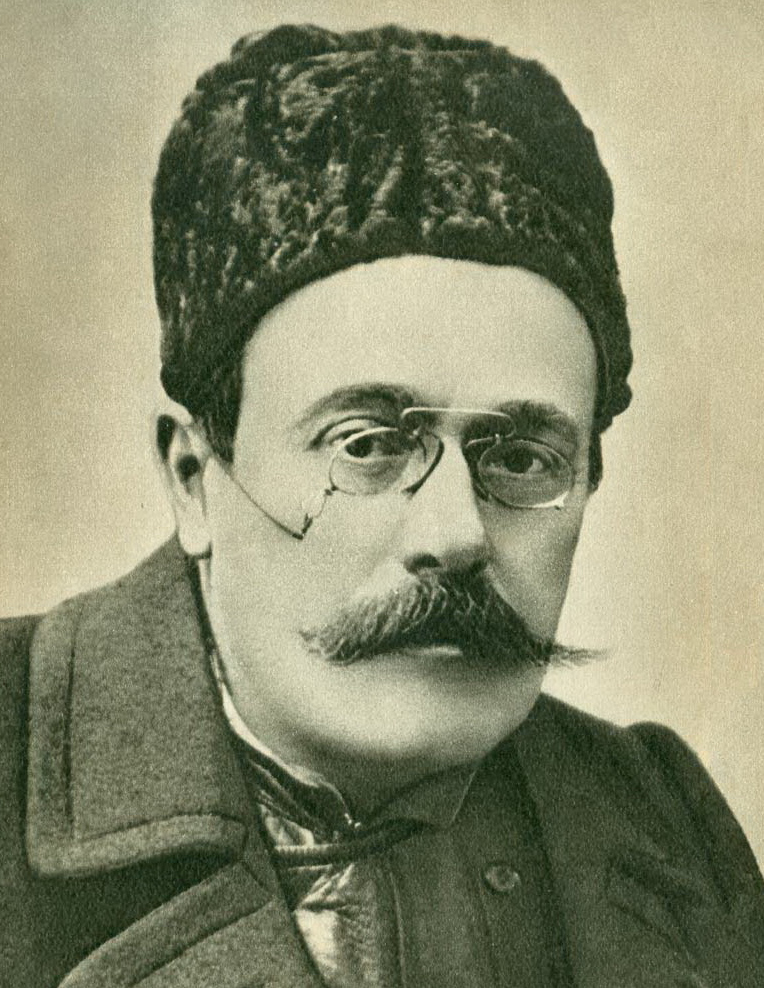
Ion Luca Caragiale

Ion Luca Caragiale (I. L. Caragiale 13 februari 1852 - Berlijn 9 juni 1912) was een Roemeens schrijver van toneelstukken, korte verhalen, humor en poëzie. Hij wordt gezien als een van de belangrijkste leden van de Junimea, destijds een invloedrijk literair gezelschap. Zijn werken vallen onder het neoclassicisme, realisme en naturalisme.